# Cupania latifolia
Cupania latifolia là một loài thực vật có hoa trong họ Bồ hòn. Loài này được Kunth mô tả khoa học đầu tiên năm 1822.